# Národní park Val Grande
Národní park Val Grande (italsky Parco nazionale della Val Grande) leží na severu Itálie, v regionu Piemonte, západně od jezera Maggiore, v blízkosti hranic se Švýcarskem. Oblast je součástí Západních Alp, respektive Tessinských Alp. Park tvoří dvě hlavní údolí Val Grande a Val Pagalla a okolní hory. Většina území je zalesněna. Nejvyššími vrcholy jsou Cima della Laurasca (2 195 m) a Monte Zeda (2 156 m).